# 岡島豪郎
岡島 豪郎（おかじま たけろう、1989年9月7日 - ）は、群馬県邑楽郡千代田町出身のプロ野球選手（外野手、捕手）。右投左打。東北楽天ゴールデンイーグルス所属。

## 経歴

### プロ入り前
中学校時代は硬式の太田ボーイズに所属。関東学園大学附属高等学校時代は下級生から正捕手を務める。2年生の夏は群馬県予選でベスト8に進出するも、3年生の夏は群馬県予選3回戦で敗退。在学中には、春夏とも阪神甲子園球場での全国大会に出場できなかった。
高校卒業後に白鷗大学へ進学。1年次の春から関甲新学生リーグ戦に出場すると、2年次には外野手としてベストナインに選出された。3年次から正捕手となり、春には最多打点、秋には首位打者のタイトルを獲得。4年次からは主将を務めた。リーグ通算108安打、8本塁打。大学時代の野球部の同期には塚田正義、3学年後輩にはルシアノ・フェルナンドがいる。
2011年10月27日に行われたドラフト会議では、東北楽天ゴールデンイーグルスから4位指名を受けた。楽天スカウトの指名リストに入っていなかったが、阪神タイガースの内野手だった藤倉多祐（白鷗大学硬式野球部監督）からの情報を基に、当時の楽天監督・星野仙一の意向で急遽指名された。後に、契約金4000万円、年俸800万円（金額は推定）という条件で入団した。背番号は27。

### 楽天時代

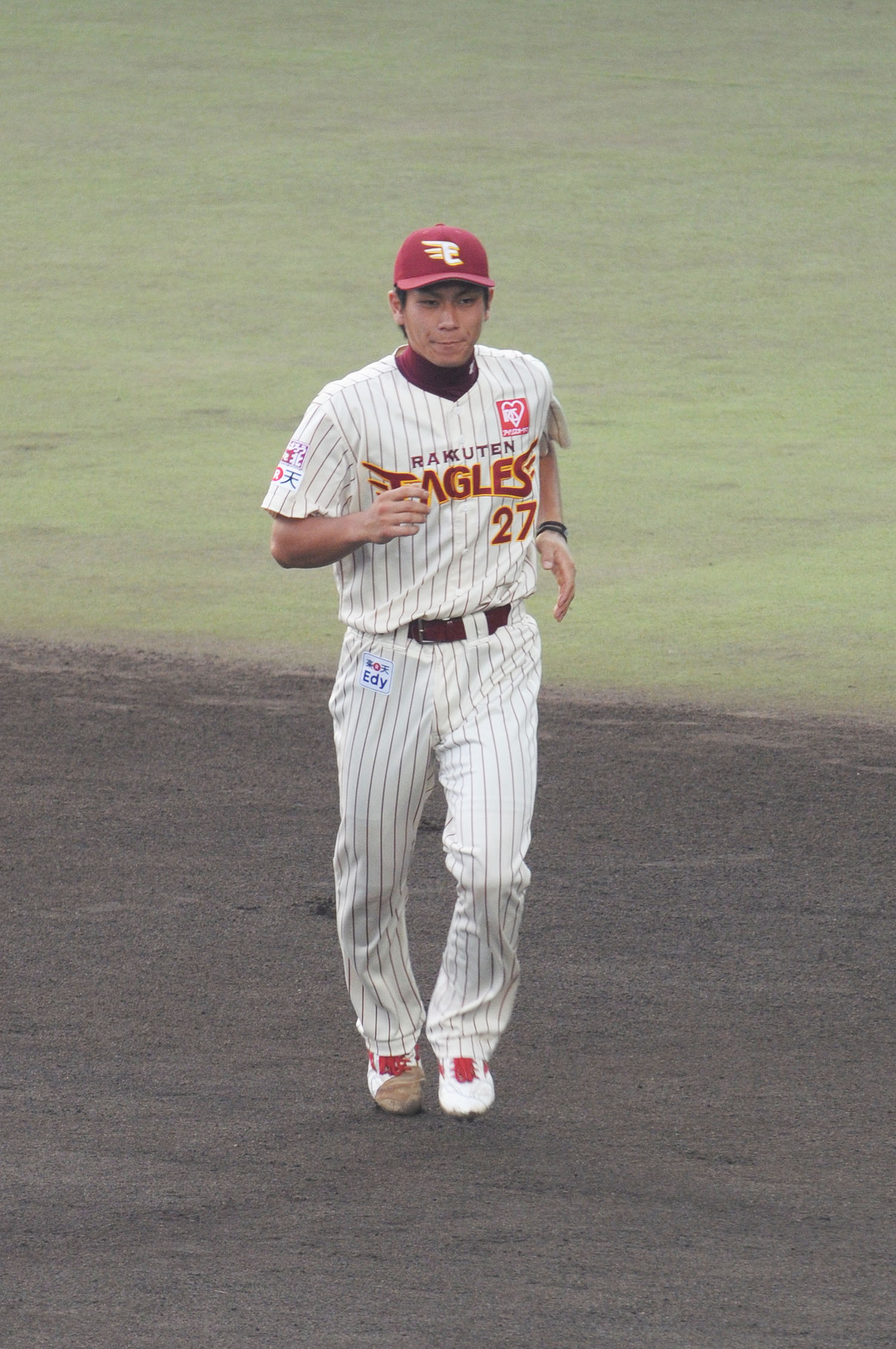
2012年8月1日、こまちスタジアムにて

2012年、新人選手からただ1人、春季キャンプを一軍で迎える。公式戦の開幕を二軍で迎えたが、正捕手・嶋基宏の故障による戦線離脱などを背景に、6月20日の対横浜DeNAベイスターズ戦（日本製紙クリネックススタジアム宮城）6回表に捕手として一軍公式戦にデビュー。7月4日の対千葉ロッテマリーンズ戦（QVCマリンフィールド）で左投手の成瀬善久から一軍公式戦初本塁打を打つと、8月26日の対北海道日本ハムファイターズ戦（Kスタ宮城）では、一軍公式戦で初めてのサヨナラ安打を内野安打で記録した。サヨナラ安打については、9月8日の対埼玉西武ライオンズ戦（Kスタ宮城）でも、涌井秀章から代打で記録。NPBの一軍公式戦において、新人選手が1シーズンで2本のサヨナラ安打を記録した事例は2002年の喜多隆志（ロッテ）以来10年ぶりで、代打での記録は1992年の町田公二郎（広島東洋カープ）以来20年ぶりだった。さらに、9月5日の対日本ハム戦（東京ドーム）では、同期入団の島内宏明とのアベック本塁打を記録。NPBの一軍公式戦で2人の新人選手が同じ試合に本塁打を打った事例は、1989年に中日ドラゴンズの大豊泰昭と山口幸司が記録して以来23年ぶりだった。一軍昇格後は嶋に次ぐ第二捕手としてシーズン終了まで一軍に帯同したが、7月19日にHARD‐OFF ECOスタジアム新潟で開かれたフレッシュオールスターゲームには、イースタン・リーグ選抜チームの「4番・捕手」として先発出場。一軍公式戦でも、43試合の出場ながら通算打率.258を記録するなど、捕手としては高い打力を披露した。
2013年、右肘を痛めた影響で、5月に入ってから一軍へ昇格した。昇格当初の一軍公式戦では、4試合に捕手として先発出場。正捕手の嶋の打撃が好調で捕手としての出場機会が限られたことから、セ・パ交流戦の期間中に、大学2年時まで経験していた外野守備の練習を再開した。5月24日の対読売ジャイアンツ（巨人）戦でプロ入り後初めて外野（ライト）の守備に就くと、6月30日の対オリックス・バファローズ戦では初めて外野手（レフト）として先発出場。7月29日にチーム内で開かれた後半戦への決起集会では、監督の星野に「（守備位置は）どこでもいいので使ってください!」と直訴した。同月31日の西武戦（こまちスタジアム）からは、聖澤諒に代わって「1番・右翼手」としてレギュラーに定着。一軍公式戦への出場は79試合で、パシフィック・リーグ（パ・リーグ）の最終規定打席に届かなかったものの、打率.323、出塁率.405、OPS.790の好成績を記録。球団史上初のリーグ優勝に貢献した。巨人との日本シリーズでも、全試合に1番打者として出場。通算打率は.259ながら、第5戦では内海哲也から先制の適時打、第7戦では杉内俊哉から適時打を放ってチームを勝利に導いた。チームが第7戦で史上初のシリーズ制覇を達成した後には、台湾で開催された日本代表と台湾代表の強化試合に、日本代表の一員として出場している。
2014年、春季キャンプ直前の1月22日に、登録ポジションを捕手から外野手へ変更。レギュラーシーズンでも主に外野の守備に就いていたが、「1番・右翼手」として先発出場した7月1日のオリックス戦（京セラドーム大阪）では、8回裏から試合終了まで急遽捕手に回った。チームが8回表までにベンチ登録の捕手を全員起用したことによる起用で、一軍公式戦で捕手の守備に就いたのは、前年7月27日のロッテ戦（Kスタ宮城）以来およそ1年ぶり。チームはレギュラーシーズンを最下位で終えたが、自身はシーズンを通じて外野のレギュラーに定着すると、チームトップ（パ・リーグ5位）の154安打を打った。
2015年、この年から入団したゼラス・ウィーラーとポジションを争った末に、開幕一軍入りを果たした。西武との開幕カード第3戦（3月29日）から先発として起用されたが、初出場から26試合で打率が.165と振るわず、5月3日に出場選手登録を抹消。さらに、抹消後の二軍調整中に背中を痛めたため、およそ2か月にわたって実戦から離れた。9月20日から一軍に復帰したものの、一軍公式戦では41試合の出場で、打率.168、1本塁打、13打点、23安打と前年から軒並み成績を落とした。
2016年、レギュラーシーズンの一軍開幕戦から、主に「1番・右翼手」として先発に起用された。腰に違和感が生じた影響で、4月14日に出場選手登録を抹消されるまでは、15試合の出場で打率.317を記録するなど好調だった。後に一軍へ復帰すると、セ・パ交流戦の前後にオコエ瑠偉が1番打者として出場する試合では、5番打者として先発出場した。5月24日時点でリーグトップ打率.346を記録するなど好調を維持したものの、6月から極度の打撃不振に陥った影響で、8月には途中入団のカルロス・ペゲーロなどに先発を譲る機会が多くなった。9月からは、先発起用の機会が再び増加。9月10日・9月11日の対日本ハム戦（楽天Koboスタジアム宮城）では、一軍公式戦で自身初の2試合連続本塁打を記録した。シーズン全体では、一軍公式戦127試合へ出場するとともに、2年ぶりに規定打席へ到達。打率を.252にまで落としながらも、6本塁打を含む106安打を記録。シーズン終了後に、背番号を4へ変更した。11月27日には、元タレントの岡村真由と入籍したことが発表された。
2017年、一軍開幕戦では先発落ちし、正右翼手の座をペゲーロに明け渡したものの、正左翼手として5月終了時点で打率.316を記録。前年に続いて、春先は打撃が好調だったが、6月頃から不調に陥った。セ・パ交流戦の期間中からは、聖澤との併用を経て、ペゲーロに代わる守備要員としての起用が相次いだ。7月23日の対オリックス戦（楽天Koboスタジアム宮城）では、右翼手として先発出場したペゲーロが1回裏の走塁中に左太もも裏の筋損傷を起こしたため、2回表から急遽右翼手として出場。しかし、8回表の守備で飛球を追ってファウルゾーンへ滑り込んだ際にフェンスへ激突した。この激突で左肩を痛めたため、田中和基との交代を余儀なくされた。さらに、交代後の診察で関節亜脱臼による関節唇損傷と診断されたため、1か月以上にわたって戦線を離脱。シーズン通算では、一軍公式戦111試合の出場で、打率.260、3本塁打、32打点という成績にとどまった。なお、シーズン終了後には、銀次の後任として選手会長に就任。秋季キャンプでは、一軍で捕手を2人しか登録できない場合に備えて、捕手としての守備練習にも参加した。
2018年、前年に負った左肩の故障が癒えぬまま、公式戦の開幕を一軍で迎えたものの、開幕から打率が2割前後と低迷。5月17日の対ソフトバンク戦（楽天生命パーク）でチームをシーズン初のサヨナラ勝利に導く適時打を打った一方で、同月20日の対日本ハム戦（札幌ドーム）では、8回裏から一軍公式戦で4年ぶりに捕手の守備へ就いた。シーズン全体では一軍公式戦108試合に出場したものの、本塁打数は（2試合連続を含む）3本で、打率も.190にとどまった。田中が正中堅手に定着したことなどから、先発での出場機会も55試合に減少したが、捕手として3試合に出場。シーズン終了後の秋季キャンプでは、翌2019年からポジション登録を捕手へ戻すことを視野に、捕手としての守備練習を本格的に再開した。
2019年、捕手へ本格的に復帰することに伴って、登録ポジションを外野手から捕手、背番号を4から27に戻した。しかし、選手会長ながら、春季キャンプを二軍で迎えた。キャンプ期間中の2月12日に左肩の手術（左反復性肩関節脱臼に対する鏡視下バンカート法修復術）、レギュラーシーズン開幕直後の4月5日に右肘のクリーニング手術を相次いで受けた。左肩の手術を受けた時点で競技復帰まで6か月を要することが見込まれていたが、実際には7月下旬に、捕手としてイースタン・リーグ公式戦で実戦復帰。同リーグ公式戦では26試合の出場で打率.273を記録したほか、12試合でマスクをかぶったものの、プロ入り後初めて一軍公式戦へ出場せずにシーズンを終えた。
2020年、春季キャンプから一軍に入ったものの、2月23日に巨人とのオープン戦で捕手として守備に就いたところ、打者のファウルチップが右手に当たった影響で親指を骨折。レギュラーシーズンでの開幕一軍入りも逃したものの、イースタン・リーグの公式戦では、8月下旬までに27試合の出場で.349という高打率を記録していた。2年ぶりの一軍公式戦出場となった同月27日の対ロッテ戦（楽天生命パーク）で「7番・右翼手」として先発すると、2点適時打を含む3安打でチームの連敗ストップに貢献した。シーズン終盤の10月15日付でNPBの規定に沿って国内FA権を取得したが、一軍公式戦通算35試合（入団後最少）の出場で打率.200、0本塁打、9打点と成績が低調だったことから、シーズン終了後の12月1日にはこの権利を行使せずに推定年俸2300万円（前年から300万円減）という条件で契約を更改。一軍では捕手としての出場機会がなかったことを背景に、同月22日付で登録ポジションを再び外野手へ変更した。
2021年、レギュラーシーズンの開幕直後（4月10日）から一軍に合流すると、「8番・左翼手」として先発出場した同月21日の対ソフトバンク戦（PayPayドーム）で、一軍公式戦3年（1071日）ぶりの本塁打を和田毅から打った。コロナウイルス蔓延による影響で助っ人外国人のチームへの合流が遅れたことと、正右翼手候補だった小郷裕哉が結果を残せなかったことから出場機会を増やし、5月には打撃好調で月間打率.398を記録して「5番・右翼手」として再びレギュラーに定着。10月13日の対ソフトバンク戦（楽天生命パーク）では森唯斗からサヨナラ打を放つなど、最終的には打率.280、8本塁打、56打点の成績を残し、本塁打と打点ではキャリアハイとなる成績を記録した。守備面では右翼手として12球団トップのUZRを記録した。オフに、2700万増の推定年俸5000万円で契約を更改した。
2022年、キャンプから体調不良で離脱し、開幕を二軍で迎えた。6月25日の対西武戦で一軍昇格し、7月には月間打率.310を記録するなど一時期は前年同様「5番・右翼手」として定着しかけた時期もあったが、徐々に調子を落とし、8月25日の対ソフトバンク戦（楽天生命パーク）では打球が頭に直撃して離脱するというアクシデントにも見舞われて、最終的には53試合の出場で打率.214、3本塁打、25打点の成績にとどまったが、得点圏打率は.333を記録した。オフには800万円減となる推定年俸4200万円で契約を更改した。
2023年も開幕を二軍で迎えたが、二軍では15試合に出場、打率.333、2本塁打、9打点と結果を残し、4月14日に一軍に合流した。5月28日の対日本ハム戦（楽天モバイルパーク宮城）では2-2の同点で迎えた延長12回一死二・三塁の場面で代打で出場し、ブライアン・ロドリゲスから代打サヨナラ安打を放った。9月13日の対ロッテ戦（ZOZOマリンスタジアム）では7回二死三塁の打席で一時決勝打となる適時打を放つと、2-2の同点で迎えた9回無死満塁の打席で益田直也から決勝2点適時打を放ち、勝利に貢献した。シーズン通算では114試合に出場、打率.266、6本塁打、43打点の成績を残し、得点圏打率は.317を記録した。オフの12月7日の契約更改では1100万円増の推定年俸5300万円プラス出来高払いでサインした。

## 選手としての特徴・人物

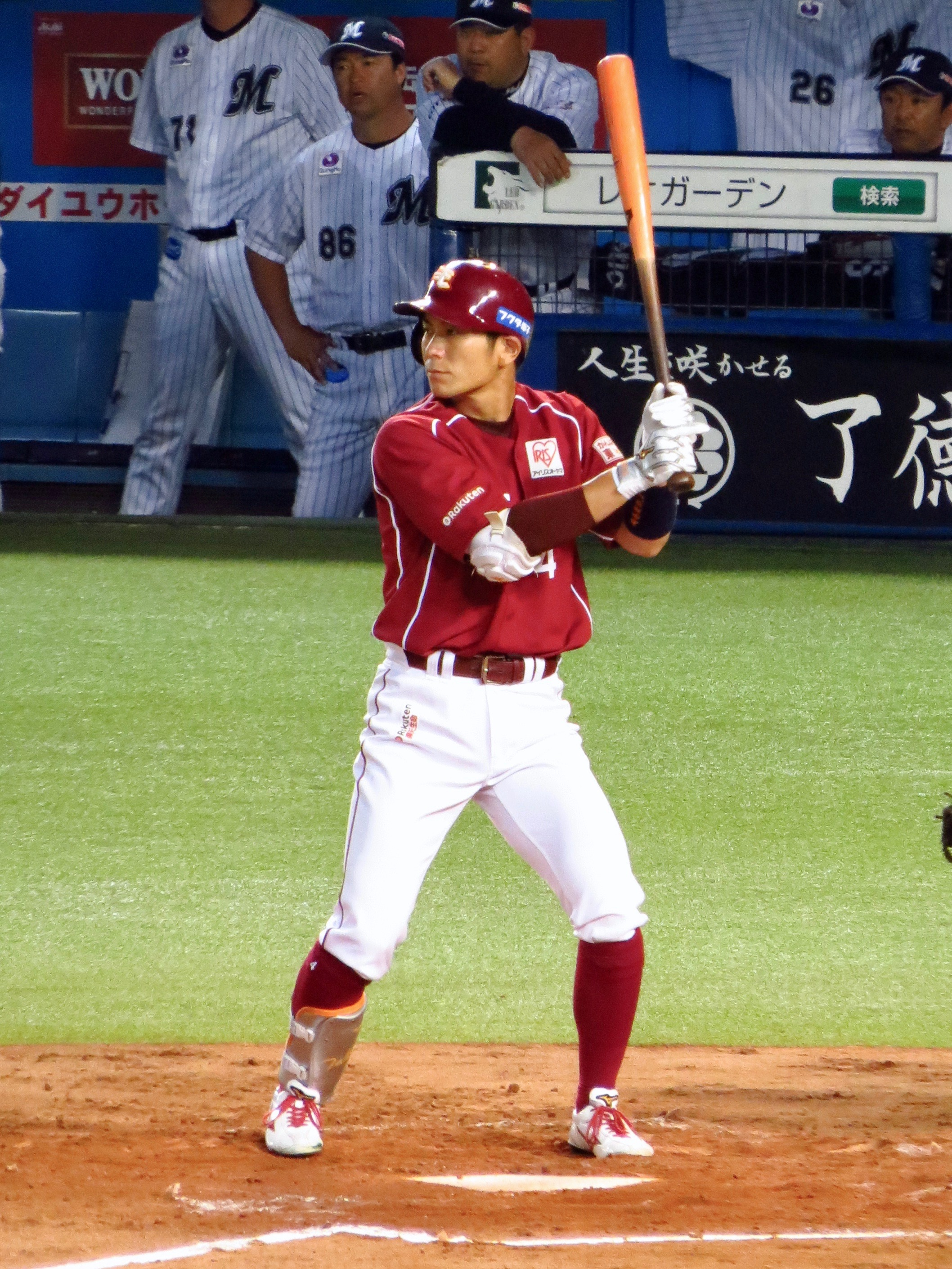
ZOZOマリンスタジアムにて（2017年）

### 打撃・走塁
広角に打ち分ける強打を備え、50メートル6.1秒、一塁到達4.02秒と足も速く、2012年には捕手としては非常に高い内野安打率を記録した。

### 守備
遠投110メートルの強肩と俊足を兼ね備える。
楽天入団時は捕手であり、強肩かつ捕球してから送球までの動作も早く、大学日本代表候補合宿では二塁送球1.9秒台を記録している。楽天入団後は、嶋基宏が正捕手を務めているチーム事情もあり、2年目の2013年から外野手に転向した。前述の2014年のオリックス・バファローズ戦など、試合終盤に捕手を使いきった試合では捕手守備につくこともあった。前述のとおり、2019年に登録を捕手に戻したが、2021年からは再び外野手登録となっている。

### 人物
ニトリで購入したシロクマを模した抱き枕を使っており、その抱き枕の名前「ジェシカ」がそのまま岡島の愛称となった。

## 詳細情報

### 年度別打撃成績
| 年 度      | 球 団      | 試 合 | 打 席 | 打 数 | 得 点 | 安 打 | 二 塁 打 | 三 塁 打 | 本 塁 打 | 塁 打 | 打 点 | 盗 塁 | 盗 塁 死 | 犠 打 | 犠 飛 | 四 球 | 敬 遠 | 死 球 | 三 振 | 併 殺 打 | 打 率 | 出 塁 率 | 長 打 率 | O P S |
| ---------- | ---------- | ----- | ----- | ----- | ----- | ----- | -------- | -------- | -------- | ----- | ----- | ----- | -------- | ----- | ----- | ----- | ----- | ----- | ----- | -------- | ----- | -------- | -------- | ----- |
| 2012       | 楽天       | 43    | 125   | 120   | 12    | 31    | 3        | 0        | 2        | 40    | 11    | 3     | 1        | 0     | 0     | 4     | 0     | 1     | 15    | 1        | .258  | .288     | .333     | .621  |
| 2013       | 楽天       | 79    | 264   | 226   | 40    | 73    | 9        | 1        | 1        | 87    | 13    | 3     | 3        | 7     | 0     | 27    | 1     | 4     | 31    | 6        | .323  | .405     | .385     | .790  |
| 2014       | 楽天       | 142   | 618   | 545   | 77    | 154   | 27       | 3        | 7        | 208   | 53    | 9     | 10       | 9     | 3     | 57    | 2     | 4     | 71    | 7        | .283  | .353     | .382     | .735  |
| 2015       | 楽天       | 41    | 155   | 137   | 13    | 23    | 5        | 2        | 1        | 35    | 13    | 7     | 2        | 4     | 2     | 12    | 0     | 0     | 15    | 0        | .168  | .232     | .255     | .487  |
| 2016       | 楽天       | 127   | 485   | 420   | 44    | 106   | 13       | 4        | 6        | 145   | 35    | 7     | 9        | 6     | 3     | 46    | 2     | 10    | 49    | 4        | .252  | .338     | .345     | .683  |
| 2017       | 楽天       | 111   | 400   | 342   | 51    | 89    | 13       | 5        | 3        | 121   | 32    | 3     | 2        | 10    | 5     | 41    | 0     | 2     | 65    | 6        | .260  | .338     | .354     | .692  |
| 2018       | 楽天       | 108   | 241   | 216   | 16    | 41    | 10       | 1        | 3        | 62    | 15    | 1     | 1        | 3     | 0     | 22    | 1     | 0     | 54    | 4        | .190  | .265     | .287     | .552  |
| 2020       | 楽天       | 35    | 85    | 75    | 10    | 15    | 6        | 1        | 0        | 23    | 9     | 0     | 0        | 2     | 0     | 8     | 0     | 0     | 26    | 2        | .200  | .277     | .307     | .584  |
| 2021       | 楽天       | 126   | 507   | 461   | 40    | 129   | 30       | 4        | 8        | 191   | 56    | 3     | 6        | 5     | 4     | 28    | 1     | 9     | 94    | 9        | .280  | .331     | .414     | .745  |
| 2022       | 楽天       | 53    | 199   | 182   | 20    | 39    | 8        | 3        | 3        | 62    | 25    | 2     | 1        | 2     | 2     | 10    | 1     | 3     | 27    | 6        | .214  | .264     | .341     | .605  |
| 2023       | 楽天       | 114   | 410   | 361   | 33    | 96    | 20       | 0        | 6        | 134   | 43    | 3     | 2        | 5     | 7     | 33    | 1     | 3     | 67    | 10       | .266  | .327     | .371     | .698  |
| 2024       | 楽天       | 31    | 93    | 80    | 6     | 16    | 1        | 1        | 1        | 22    | 6     | 0     | 1        | 1     | 0     | 11    | 1     | 1     | 15    | 3        | .200  | .304     | .275     | .579  |
| 通算：12年 | 通算：12年 | 1010  | 3582  | 3165  | 362   | 812   | 145      | 25       | 41       | 1130  | 311   | 41    | 38       | 54    | 26    | 299   | 10    | 37    | 529   | 58       | .257  | .325     | .357     | .683  |

- 2024年度シーズン終了時
- 各年度の太字はリーグ最多

### 年度別守備成績
捕手守備
| 年 度 | 球 団 | 捕手  | 捕手  | 捕手  | 捕手  | 捕手  | 捕手     | 捕手  | 捕手     | 捕手     | 捕手     | 捕手     |
| 年 度 | 球 団 | 試 合 | 刺 殺 | 補 殺 | 失 策 | 併 殺 | 守 備 率 | 捕 逸 | 企 図 数 | 許 盗 塁 | 盗 塁 刺 | 阻 止 率 |
| ----- | ----- | ----- | ----- | ----- | ----- | ----- | -------- | ----- | -------- | -------- | -------- | -------- |
| 2012  | 楽天  | 36    | 197   | 17    | 1     | 0     | .995     | 3     | 21       | 15       | 6        | .286     |
| 2013  | 楽天  | 12    | 34    | 4     | 0     | 0     | 1.000    | 0     | 9        | 8        | 1        | .111     |
| 2014  | 楽天  | 1     | 2     | 0     | 0     | 0     | 1.000    | 0     | 0        | 0        | 0        | ----     |
| 2018  | 楽天  | 3     | 2     | 1     | 0     | 0     | 1.000    | 0     | 0        | 0        | 0        | ----     |
| 通算  | 通算  | 52    | 235   | 22    | 1     | 0     | .996     | 3     | 30       | 23       | 7        | .233     |

内野守備
| 年 度 | 球 団 | 一塁  | 一塁  | 一塁  | 一塁  | 一塁  | 一塁     |
| 年 度 | 球 団 | 試 合 | 刺 殺 | 補 殺 | 失 策 | 併 殺 | 守 備 率 |
| ----- | ----- | ----- | ----- | ----- | ----- | ----- | -------- |
| 2020  | 楽天  | 2     | 4     | 0     | 0     | 1     | 1.000    |
| 2021  | 楽天  | 1     | 3     | 0     | 0     | 1     | 1.000    |
| 通算  | 通算  | 3     | 7     | 0     | 0     | 2     | 1.000    |

外野守備
| 年 度 | 球 団 | 外野  | 外野  | 外野  | 外野  | 外野  | 外野     |
| 年 度 | 球 団 | 試 合 | 刺 殺 | 補 殺 | 失 策 | 併 殺 | 守 備 率 |
| ----- | ----- | ----- | ----- | ----- | ----- | ----- | -------- |
| 2013  | 楽天  | 56    | 93    | 3     | 2     | 1     | .980     |
| 2014  | 楽天  | 142   | 243   | 8     | 3     | 1     | .988     |
| 2015  | 楽天  | 40    | 65    | 2     | 0     | 1     | 1.000    |
| 2016  | 楽天  | 123   | 185   | 3     | 3     | 2     | .984     |
| 2017  | 楽天  | 105   | 185   | 3     | 0     | 0     | 1.000    |
| 2018  | 楽天  | 102   | 118   | 2     | 2     | 1     | .984     |
| 2020  | 楽天  | 21    | 28    | 0     | 0     | 0     | 1.000    |
| 2021  | 楽天  | 115   | 226   | 5     | 2     | 0     | .991     |
| 2022  | 楽天  | 52    | 77    | 8     | 3     | 1     | .966     |
| 2023  | 楽天  | 107   | 197   | 5     | 2     | 2     | .990     |
| 2024  | 楽天  | 22    | 37    | 0     | 0     | 0     | 1.000    |
| 通算  | 通算  | 886   | 1457  | 39    | 17    | 9     | .989     |

- 2024年度シーズン終了時
- 各年度の太字はリーグ最高

### 記録
初記録
- 初出場：2012年6月20日、対横浜DeNAベイスターズ4回戦（日本製紙クリネックススタジアム宮城）、6回表に捕手で出場
- 初打席：同上、7回裏に牛田成樹から中飛
- 初先発出場：2012年6月26日、対北海道日本ハムファイターズ7回戦（東京ドーム）、8番・捕手で先発出場
- 初安打：同上、2回表に武田勝から二塁内野安打
- 初打点：2012年6月30日、対福岡ソフトバンクホークス10回戦（日本製紙クリネックススタジアム宮城）、4回裏に新垣渚から左前適時打
- 初盗塁：同上、4回裏に二盗（投手：新垣渚、捕手：山崎勝己）
- 初本塁打：2012年7月4日、対千葉ロッテマリーンズ9回戦（QVCマリンフィールド）、7回表に成瀬善久から右越ソロ

節目の記録
- 1000試合出場：2024年5月24日、対北海道日本ハムファイターズ5回戦（楽天モバイルパーク宮城）、6番・左翼手で先発出場 ※史上529人目[49]

その他記録
- オールスターゲーム出場：1回（2016年）

### 背番号
- 27（2012年 - 2016年、2019年 - ）
- 4（2017年 - 2018年）

### 登場曲
- 「流れ星〜Shooting Star〜」HOME MADE 家族（2012年 - 2013年途中）
- 「笑ってたいんだ」いきものがかり（2013年途中 - 2013年）
- 「ブルーバード」いきものがかり 第2, 4打席（2014年）
- 「イケナイ太陽」ORANGE RANGE 第1, 3打席（2014年）
- 「〜player〜」UnReverse（2015年）
- 「ツヨクツヨク」mihimaru GT（2016年）
- 「LOVE 2000」hitomi（2017年）
- 「PRIDE 〜君がくれたもの〜」ET-KING（2017年 - ）
- 「SUNDAY」ザ・ベイビースターズ（2017年 - ）※日曜日のみ